# Списак места Светске баштине у Босни и Херцеговини
Закључно са 2021, на подручју Босне и Херцеговине налази се четири локалитета на списку Унескове светске баштине као и још десет локалитета који се налазе на тзв. предложеном списку (списак предложених локалитета који би се такође потенцијално нашли у будућности у оквиру Унескове светске баштине).
Први локалитет, Стари мост града Мостара, уписан је на листу на Унесковој 29. седници 2005. Године 1993, током рата у БиХ, Хрватско вијеће обране уништило је мост, у артиљеријском нападу. Мост је обновљен након сукоба и поново отворен 2004. На списак Светске баштине 2007. уврштен је мост Мехмед-паше Соколовића у Вишеграду. После тога, 2016, списку су придружени и средњовековни надгробни споменици стећци. Овај локалитет се делом налази и ван граница Босне и Херцеговине, тј. простире се и у Хрватској, Србији и Црној Гори. Од двадесет и осам налазишта, двадесет се налази у Босни и Херцеговини. Најистакнутије гробнице су свакако оне у Радимљи. Најновији проглашени локалитет јесте прашума Јањ коју је Унеско такође именовао природним добром од светског значаја 2021. Стари мост, мост Мехмед-паше Соколовића и стећци спадају у културна добра док прашума Јањ спада у природно добро.

## Локалитети
| Име                         | Фотографија                  | Место (општина) | Година уписа | Број и критеријум | Опис |
| --------------------------- | ---------------------------- | --------------- | ------------ | ----------------- | --- |
| Стари мост                  | Стари мост                   | Мостар          | 2005.        | 946; vi           | Локалитет обухвата познати Стари мост и околну област. Мост, који се налази над реком Неретвом, затражио је Сулејман Величанствени и довршен је 1566/67. Године 1993, током Рата у БиХ, Хрватско вијеће обране гранатирало је и уништило знаменитост. Након рата мост је обновљен традиционалним начином градње и оригиналним материјалима, а поново је отворен 2004. |
| Мост Мехмед-паше Соколовића | Мост Мехмеда Паше Соколовића | Вишеград        | 2007.        | 1260; ii, iv      | Мост Мехмед-паше Соколовића довршен је 1577. Налази се на реци Дрини. Саградио га је османски дворски архитекта Мимар Синан, по налогу великог везира Мехмед-паше Соколовића. |
| Стећци                      | Радимља некропола            | 20 локалитета   | 2016.        | 1504; iii, vi     | Стећци су средњовековни надгробни споменици који се претежно налазе на територији БиХ. Такође се налазе у деловима Хрватске, Србије и Црне Горе. Први пут су се појавили у 12. веку. У БиХ се налази двадесет локалитета, већински у југоисточном делу земље. Највећа некропола је Радимља која се налази у општини Столац. |
| Прашума Јањ                 | Forest and river             | Шипово          | 2021.        | 1133quater; ix    | Природно добро од светског значаја Исконске и древне букове шуме Карпата и других региона Европе јесте највеће серијско добро Унескове светске баштине са 94 локалитета у 18 држава. Оно је проширено 2021. локалитетима из Чешке, Француске, Северне Македоније, Пољске, Швајцарске и Босне и Херцеговине. Локалитет из БиХ који је постао део поменутог добра управо је прашума Јањ. Прашума Јањ је строги резерват природе и прво је природно добро из БиХ које је уврштено на Унесков списак места светске баштине. |

## Предложени списак
Закључно са 2021, Босна и Херцеговина на овом списку има десет локалитета.
| Име                                                        | Фотографија                           | Место (општина)                  | Година уписа | Опис |
| ---------------------------------------------------------- | ------------------------------------- | -------------------------------- | ------------ | --- |
| Сарајево                                                   | Sarajevo                              | Сарајево                         | 1997.        | Сарајево, главни град Босне и Херцеговине, поседује богату историју религијских и културних разноликости.                                                                                              |
| Пећина Вјетреница                                          | Vjetrenica                            | Равно                            | 2004.        | Вјетреница је највећа пећина у Босни и Херцеговини. Важно је биодиверзитетско налазиште. Пронађени су разни остаци фосила праисторијских месождера.                                                    |
| Ансамбл природе и архитектуре у Јајцу                      | Jajce                                 | Јајце                            | 2006.        | Град Јајце налази се на ушћу реке Пливе и Врбас. Основан је у средњем веку, а данашњи облик је добио током османске владавине                                                                          |
| Историјски локалитет Почитељ                               | Počitelj                              | Чапљина                          | 2007.        | Град Почитељ представља једно од малобројних урбаних насеља у БиХ која су очувана још од времена Османлија.                                                                                            |
| Ансамбл природе и архитектуре у Благају                    | Blagaj                                | Мостар                           | 2007.        | Град Благај, који се налази на ушћу реке Буне, обилује примерима османске архитектуре. |
| Ансамбл природе и архитектуре у Блидињу                    | Blidinjsko jezero                     | Јабланица, Посушје, Томиславград | 2007.        | Око подручја се налази неколико ендемских биљних врста као и стећака. |
| Ансамбл природе и архитектуре у Столцу                     |                                       | Столац                           | 2007.        | Језгро Столца представља значајно културно-историјско и природно подручје у коме се налазе остаци из праисторијског и илирско-римског раздобља.                                                        |
| Шума Перућица                                              | Perućica                              | Фоча                             | 2017.        | Шума Перућица је важна биодиверзитетска тачка, дом мрких медведа, вукова и рисова, као и неколико врста птица, рептила и водоземаца. Планински поток формира водопад Скакавац који је висок 75 метара. |
| Јеврејско гробље у Сарајеву                                | Jewish Cemetery in Sarajevo           | Сарајево                         | 2018.        | Гробни комплекс има површину од 31.160 квадратних метара. Садржи више од 3850 гробова. |
| Комплекс водопада код Мартиног Брода — национални парк Уна | Waterfall on Una river in Martin Brod | Бихаћ                            | 2019.        | Горњи ток реке Уне карактерише низ водопада. |